# Smooth Criminal
Smooth Criminal (englisch für etwa „geschmeidiger/aalglatter Verbrecher“) ist ein Lied aus dem 1987 veröffentlichten Album Bad von Michael Jackson. Im Oktober 1988 erschien das Lied als Single und avancierte zum weltweiten Charthit und Millionenseller.

## Hintergrund
Das Lied wurde vom Interpreten selbst getextet und komponiert, zusammen mit Quincy Jones zeichnete Jackson zudem für die Produktion verantwortlich.
Die Erstveröffentlichung von Smooth Criminal erfolgte als Teil von Jacksons siebten Studioalbum Bad am 25. August 1987 bei Epic Records. Am 24. Oktober 1988 erschien das Lied als achte Singleauskopplung aus dem Album.
Das Stück handelt von einer Frau namens Annie, die in ihrer Wohnung überfallen wurde. Eine frühe Version wurde von Michael Jackson und John Barnes 1985 geschrieben und 1986 aufgenommen. Der ursprüngliche Titel lautete Al Capone. Jedoch kam diese Version nicht auf das Album und wurde von Jackson überarbeitet. Die neugeschriebene Version wurde in Smooth Criminal umbenannt.
Die Textzeile „Annie are you OK“ spielt auf das Training mit der Wiederbelebungs-Puppe „Resusci-Anne“ an.

## Live
Der Song wurde live während des zweiten Teils von Jacksons Bad World Tour gespielt. Die Performance enthielt eine Choreographie, die an die aus dem Film Moonwalker erinnerte. Auf der Dangerous World Tour 1992 und 1993 war Smooth Criminal ein fester Bestandteil der Setlist. Man hatte eine Möglichkeit entwickelt, den „Anti Gravity Lean“ aus dem Video auch auf der Bühne zu zeigen.

## Musikvideo
Das Lied spielt neben einigen anderen Titeln eine zentrale Rolle im Film Moonwalker von Michael Jackson. Der Song wird dort in einer gut zehnminütigen Performance dargestellt. Stilistisch entspricht das Bühnenbild einem Club (im Film Club 30s) der 1930er Jahre und greift Ästhetik und Mythos der damaligen Gangsterszene um Al Capone sowie des Film noir auf. Die Version, die im Film zu hören ist, ist eine andere als die auf dem Album. So enthält auch die zweite Strophe einen alternativen Text. Auf Musiksendern wird oft die bearbeitete und verkürzte Version des Videos gezeigt. Diese besteht aus einer verkürzten und beschleunigten Sequenz des Musikvideos aus Moonwalker. Der zehn Minuten lange Smooth-Criminal-Clip erinnert an musikalische Nummern wie The Girl Hunt Ballet, die als letzte Nummer im Film The Band Wagon von 1953 mit Fred Astaire und Cyd Charisse bekannt ist. Das Video wurde 1987 in Los Angeles gedreht. Der Regisseur war Colin Chilvers.

## Kommerzieller Erfolg

### Chartplatzierungen
Smooth Criminal avancierte zum Nummer-eins-Hit in Belgien, den Niederlanden und in Spanien.
Am 10. April 2006 wurde es im Zuge der Visionary-Kampagne wiederveröffentlicht und konnte sich in den deutschen Charts platzieren. Aufgrund des plötzlichen Todes des Stars stieg das Lied dann im Jahr 2009 zum dritten Mal in verschiedene Charts ein.
| ChartsChartplatzierungen       | Höchstplatzierung | Wochen/ Monate |
| ------------------------------ | ----------------- | -------------- |
| Deutschland (GfK)              | 9 (30 Wo.)        | 30 Wo.         |
| Österreich (Ö3)                | 17 (4 Mt.)        | 4 Mt.          |
| Schweiz (IFPI)                 | 5 (22 Wo.)        | 22 Wo.         |
| Vereinigte Staaten (Billboard) | 7 (15 Wo.)        | 15 Wo.         |
| Vereinigtes Königreich (OCC)   | 8 (24 Wo.)        | 24 Wo.         |

| ChartsJahrescharts (1989)      | Platzierung |
| ------------------------------ | ----------- |
| Deutschland (GfK)              | 57          |
| Vereinigte Staaten (Billboard) | 93          |

### Auszeichnungen für Musikverkäufe
Smooth Criminal erhielt weltweit eine Silberne, vier Goldene sowie acht Platin-Schallplatten für über vier Millionen verkaufte Einheiten. Laut Angaben der Nachlassverwaltung von Michael Jackson wurden bisher weltweit mehr als 7,5 Millionen Exemplare verkauft.
| Land/Region                  | Auszeichnungen für Musikverkäufe (Land/Region, Auszeichnung, Verkäufe) | Verkäufe  |
| ---------------------------- | ---------------------------------------------------------------------- | --------- |
| Dänemark (IFPI)              | Platin                                                                 | 90.000    |
| Deutschland (BVMI)           | Gold                                                                   | 250.000   |
| Frankreich (SNEP)            | Silber                                                                 | 200.000   |
| Italien (FIMI)               | Gold                                                                   | 25.000    |
| Japan (RIAJ)                 | Gold                                                                   | 100.000   |
| Mexiko (AMPROFON)            | Gold                                                                   | 30.000    |
| Neuseeland (RMNZ)            | 2× Platin                                                              | 60.000    |
| Spanien (Promusicae)         | Platin                                                                 | 60.000    |
| Vereinigte Staaten (RIAA)    | 2× Platin                                                              | 2.000.000 |
| Vereinigtes Königreich (BPI) | 2× Platin                                                              | 1.200.000 |
| Insgesamt                    | 1× Silber · 4× Gold · 8× Platin ·                                      | 4.015.000 |

Hauptartikel: Michael Jackson/Auszeichnungen für Musikverkäufe

## Coverversionen

### Alien-Ant-Farm-Version
Eine Coverversion der Rockband Alien Ant Farm aus dem Jahr 2001 schaffte es im Vereinigten Königreich bis auf Platz drei der Charts und in Deutschland auf Platz fünf.
| ChartsChartplatzierungen       | Höchstplatzierung | Wochen |
| ------------------------------ | ----------------- | ------ |
| Deutschland (GfK)              | 5 (18 Wo.)        | 18     |
| Österreich (Ö3)                | 6 (20 Wo.)        | 20     |
| Schweiz (IFPI)                 | 4 (24 Wo.)        | 24     |
| Vereinigte Staaten (Billboard) | 23 (20 Wo.)       | 20     |
| Vereinigtes Königreich (OCC)   | 3 (17 Wo.)        | 17     |

| ChartsJahrescharts (2001) | Platzierung |
| ------------------------- | ----------- |
| Deutschland (GfK)         | 43          |
| Österreich (Ö3)           | 61          |
| Schweiz (IFPI)            | 39          |

| Land/Region                  | Auszeichnungen für Musikverkäufe (Land/Region, Auszeichnung, Verkäufe) | Verkäufe  |
| ---------------------------- | ---------------------------------------------------------------------- | --------- |
| Australien (ARIA)            | 2× Platin                                                              | 140.000   |
| Belgien (BRMA)               | Gold                                                                   | 25.000    |
| Deutschland (BVMI)           | Gold                                                                   | 250.000   |
| Neuseeland (RMNZ)            | Platin                                                                 | 10.000    |
| Norwegen (IFPI)              | Gold                                                                   | 10.000    |
| Schweden (IFPI)              | Gold                                                                   | 15.000    |
| Schweiz (IFPI)               | Gold                                                                   | 20.000    |
| Vereinigtes Königreich (BPI) | Platin                                                                 | 600.000   |
| Insgesamt                    | 5× Gold · 4× Platin ·                                                  | 1.070.000 |

Hauptartikel: Michael Jackson/Auszeichnungen für Musikverkäufe

### Weitere Coverversionen
Eine weitere Version von Glee Cast erreichte ebenfalls die britischen Charts. Auch David Garrett erreichte mit diesem Titel die Charts – in der Schweiz schaffte er es mit seiner Version auf Platz 36.
Eine weitere Version stammt beispielsweise von 2Cellos, die nach Veröffentlichung ihrer Variante bei YouTube 2011 einen Vertrag bei Sony Music bekamen.